# 宋思顔
宋 思顔（そう しがん、生没年不詳）は、元末明初の官僚。

## 生涯
出身は知られていない。至正15年（1355年）、朱元璋が太平を攻略すると、思顔はその幕府に入った。至正16年（1356年）、朱元璋が集慶を占領し、江南行中書省を置くと、思顔は李善長とともにその参議となった。至正21年（1361年）、大都督府が立てられると、思顔はその参軍事を兼ねた。後に河南道按察僉事として出向したが、事件に連座して処刑された。

## 人物・逸話
- 朱元璋が東閣で政務をみていたとき、暑さのため汗で衣を濡らした。側近たちは着替えを勧めて、たびたび衣を洗濯させていた。思顔は「主公は率先して節倹の模範となるべきだ」といって諫めた。朱元璋はその直言を褒めて、幣を賜った。
- 思顔は「句容県で虎が害をなしていたところ、捕獲されました。駆除すべきところ、いま民間で養われているのには何の益があるのでしょうか」と進言した。朱元璋は喜んで、すぐさま虎を殺すよう命じた。